# 小行星9039
小行星9039（英語：9039）是一颗围绕太阳公转的小行星。1990年11月16日，水野義兼、古田俊正在可儿市发现了此天体。
这颗小行星的绝对星等为203.8479460550364等。